# Червоний Тік
Черво́ний Тік — село в Україні, у Грушівській сільській територіальній громаді Криворізького району Дніпропетровської області.
Територія — 208,0 га. Населення — 814 чол. Домогосподарств — 297.

## Географія
Село Червоний Тік розташоване за 2,5 км від правого берега річки Кам'янка. На півдні межує з селищем Тік, на сході з селищем Токівське, на півночі з селищем Вільний Запорожець, та на заході з селом Запорізьке.
Відстань до райцентру становить близько 60 км і проходить автошляхом місцевого значення.

## Інфраструктура
Село газифіковане. Працює гімназія, де навчаються діти також із селища Тік та села Вільний Запорожець.
В 2017—2018 роках було проведено капітальний ремонт будівлі Червонотоківської школи на суму 2,5 млн.грн.
Також працюють ДНЗ «Журавлик», який було об'єднано разом із школою, сільський клуб та сільська бібліотека. Надає послуги фельдшерсько-акушерський пункт. Працюють підприємства ТОВ «Авіас-2000» та ТОВ «Агроцентр»

## Населення
Згідно з переписом УРСР 1989 року чисельність наявного населення села становила 921 особа, з яких 448 чоловіків та 473 жінки.
За даними перепису населення 2001 року у селі проживали 892 особи. У мовному відношенні мешканці розподілились так:
| Мова       | Відсоток |
| ---------- | -------- |
| українська | 94,28 %  |
| російська  | 5,27 %   |
| білоруська | 0,22 %   |
| молдовська | 0,11 %   |

## Релігія
В селі знаходяться Домовий храм Святого Пророка Іллі (ПЦУ) та Молитовний дім Церкви ХВЄ "Віфлеємська Зірка".

## Галерея

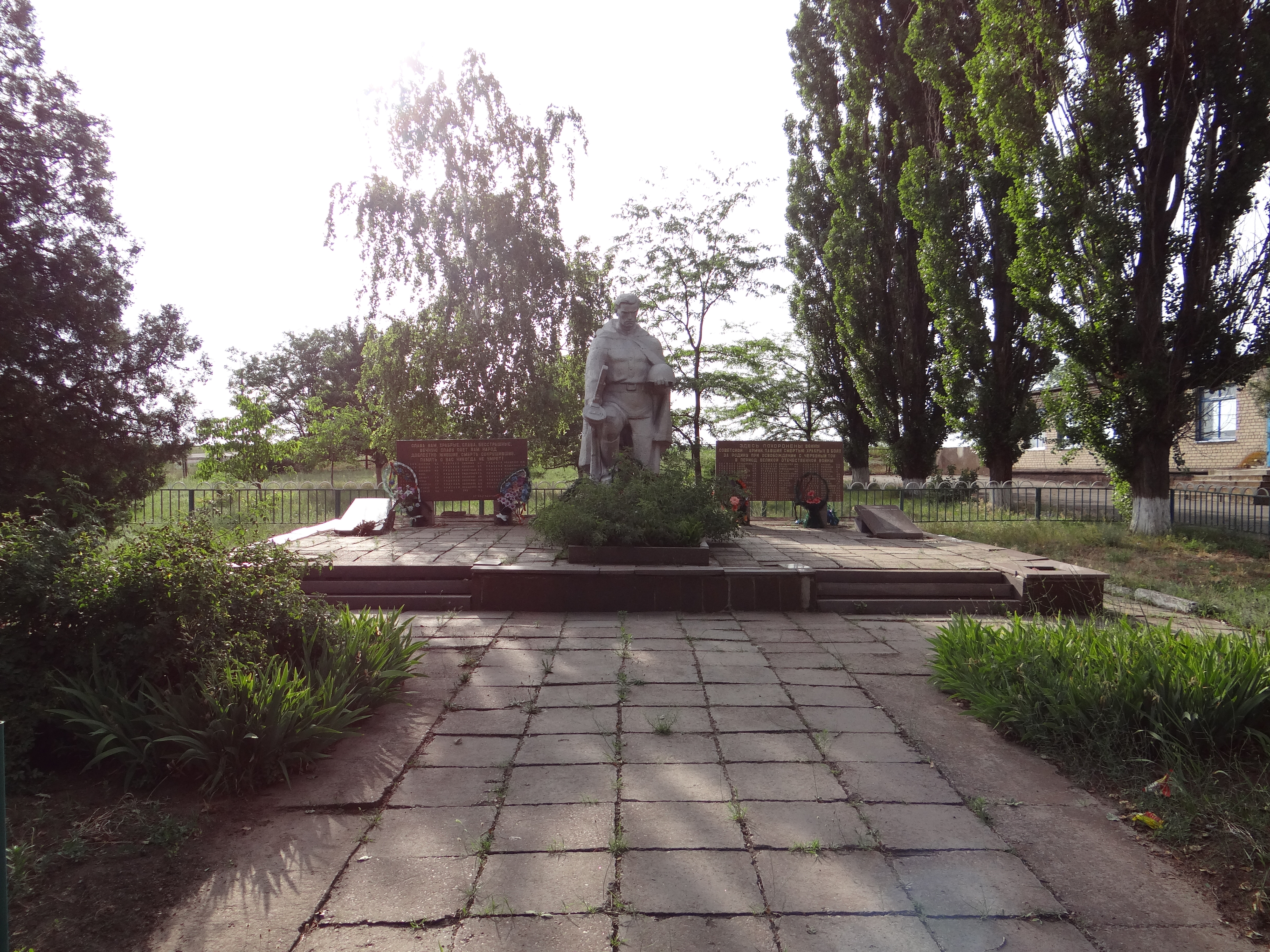
Меморіал загиблими воїнам
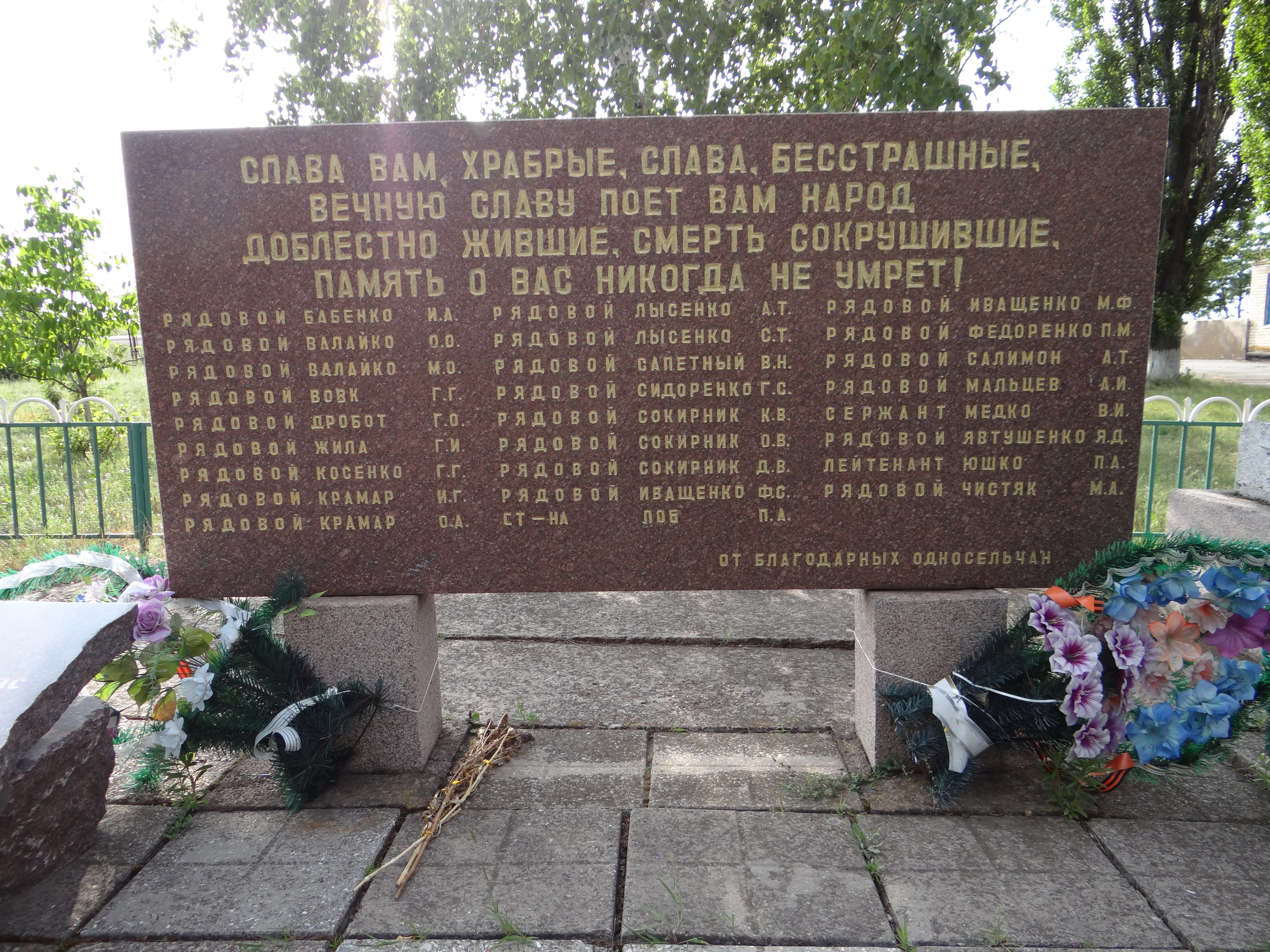
Меморіал загиблими воїнам
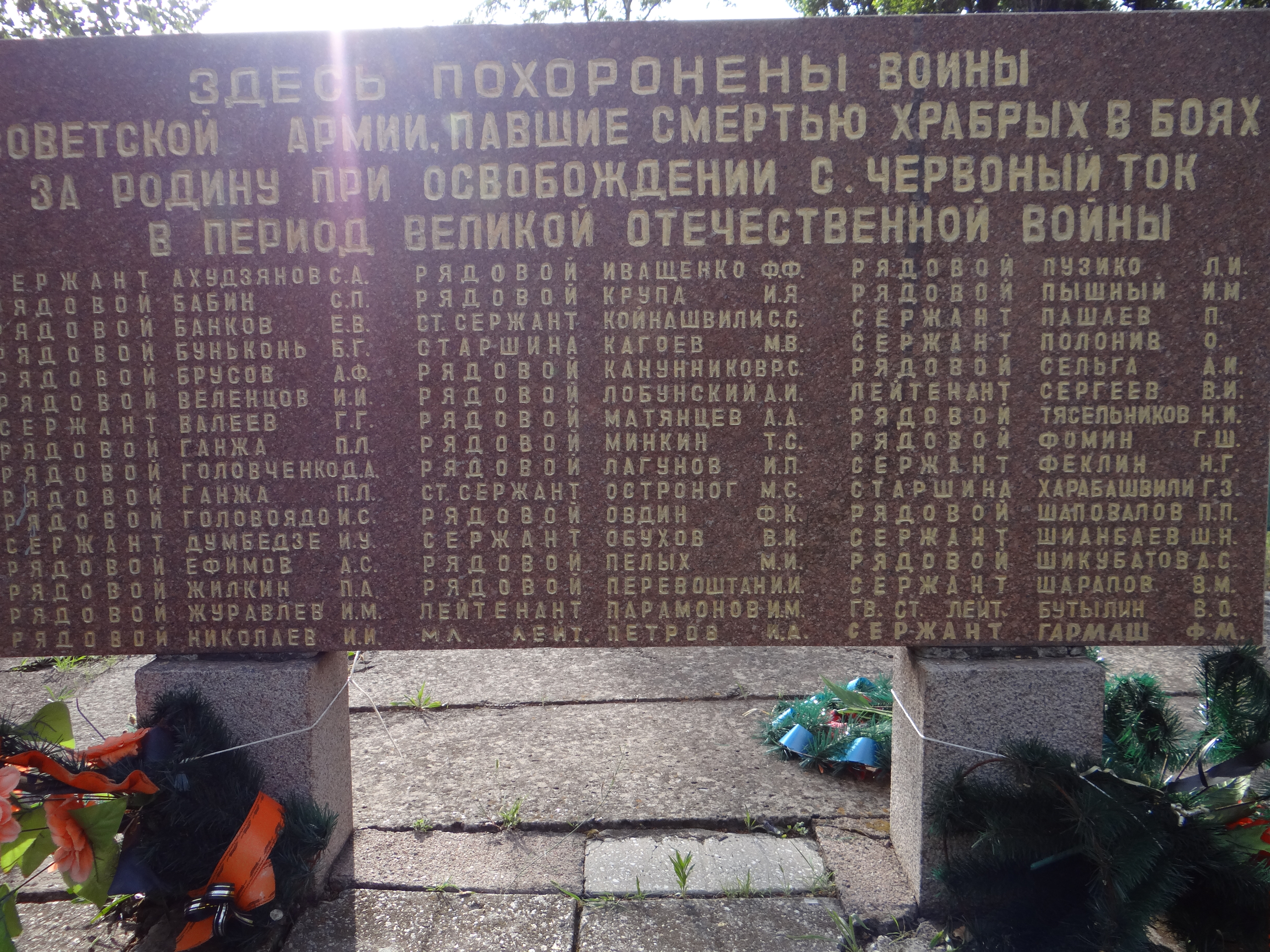
Загиблі під час звільнення Червоного Току
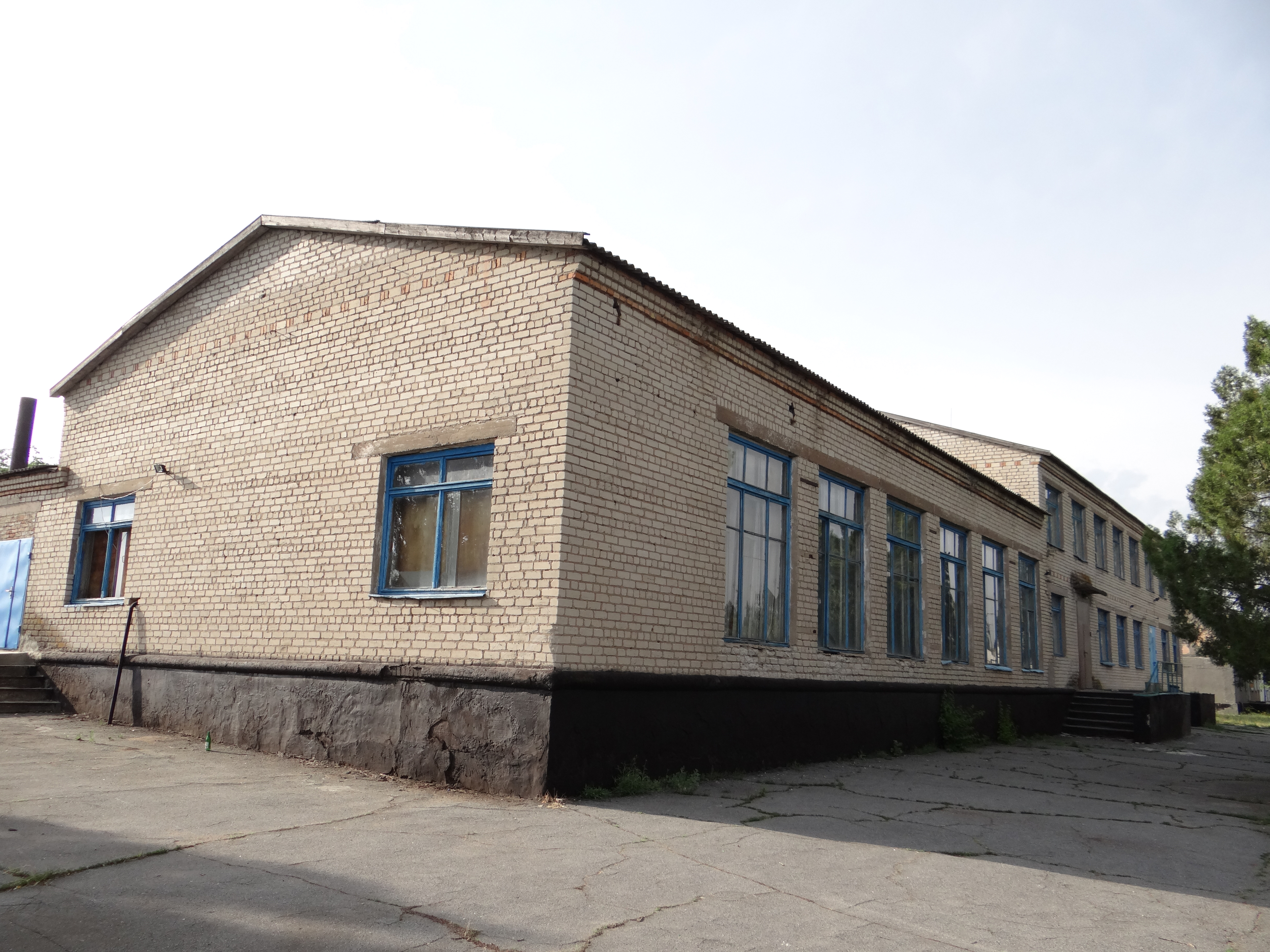
Сільський клуб
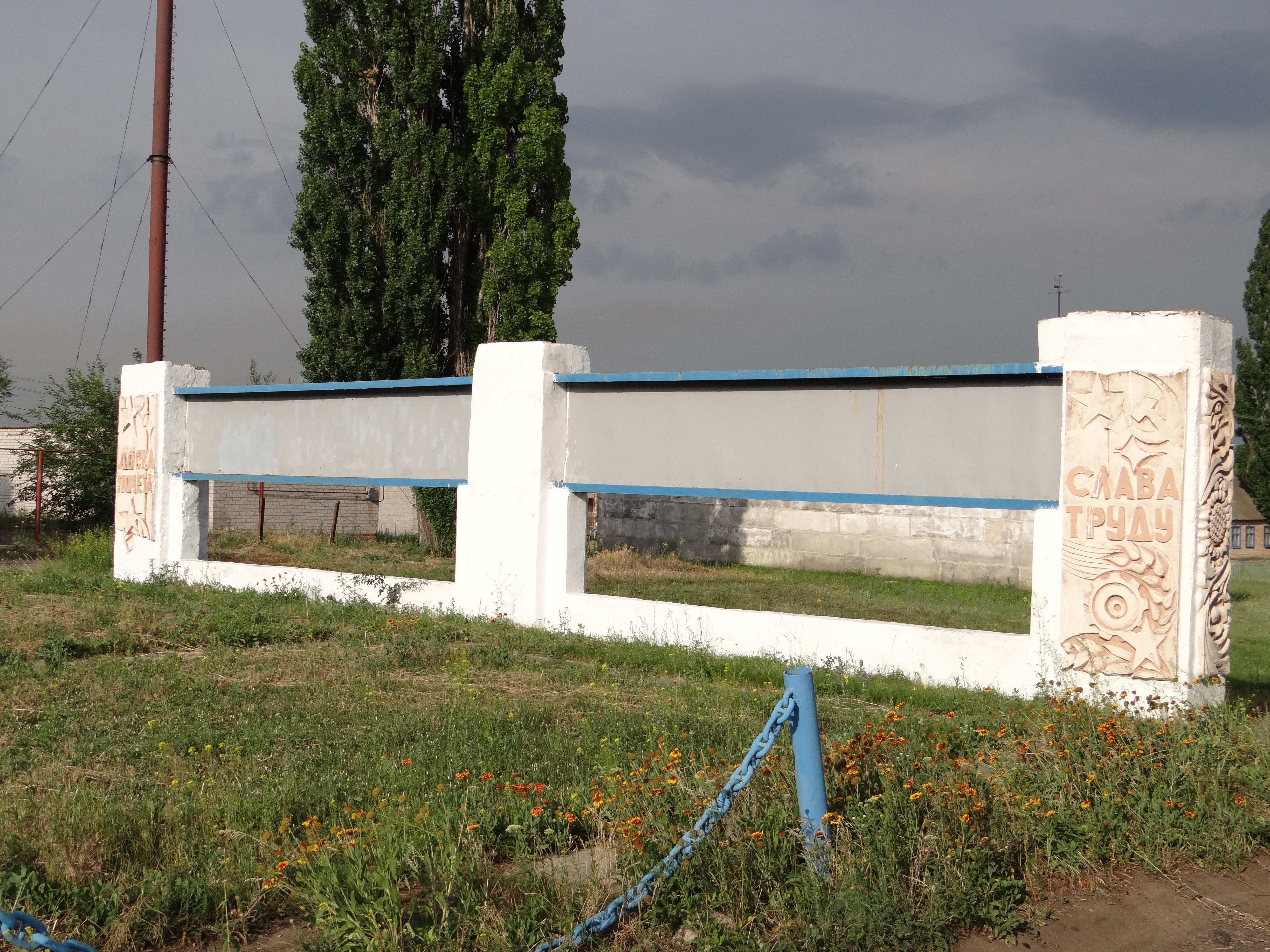
Дошка пошани
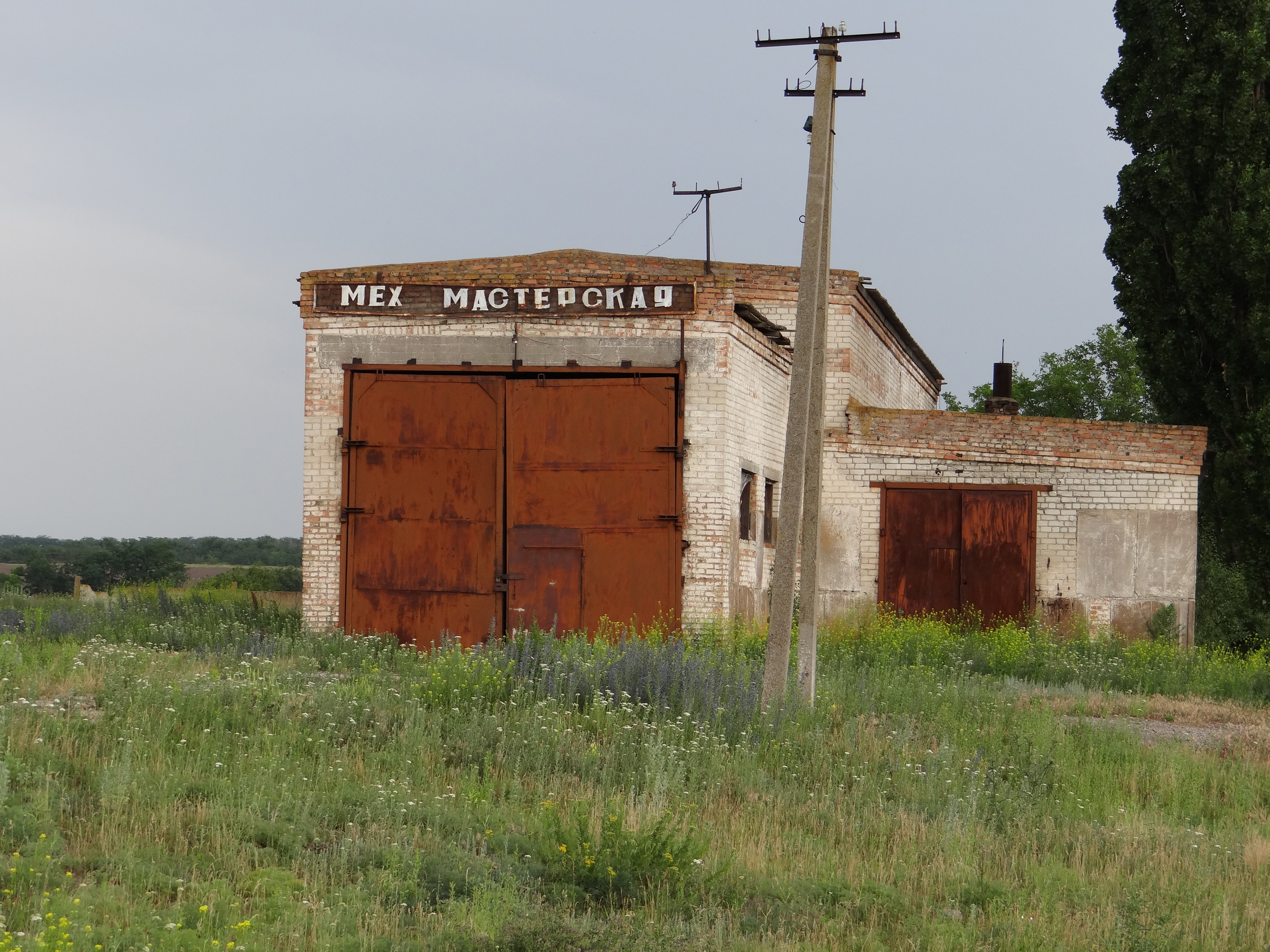
Будівля колишньої мехмайстерні
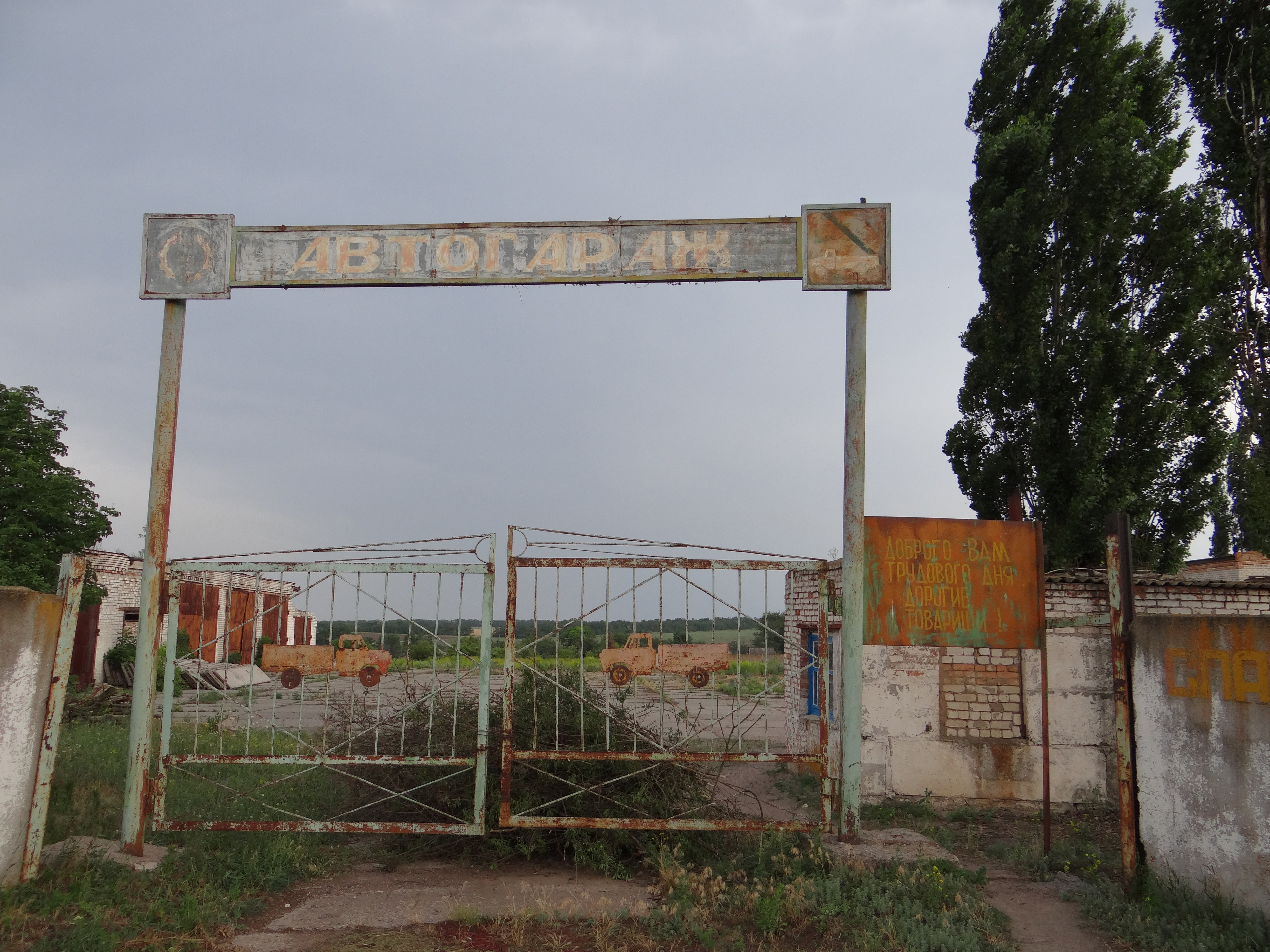
Автогараж
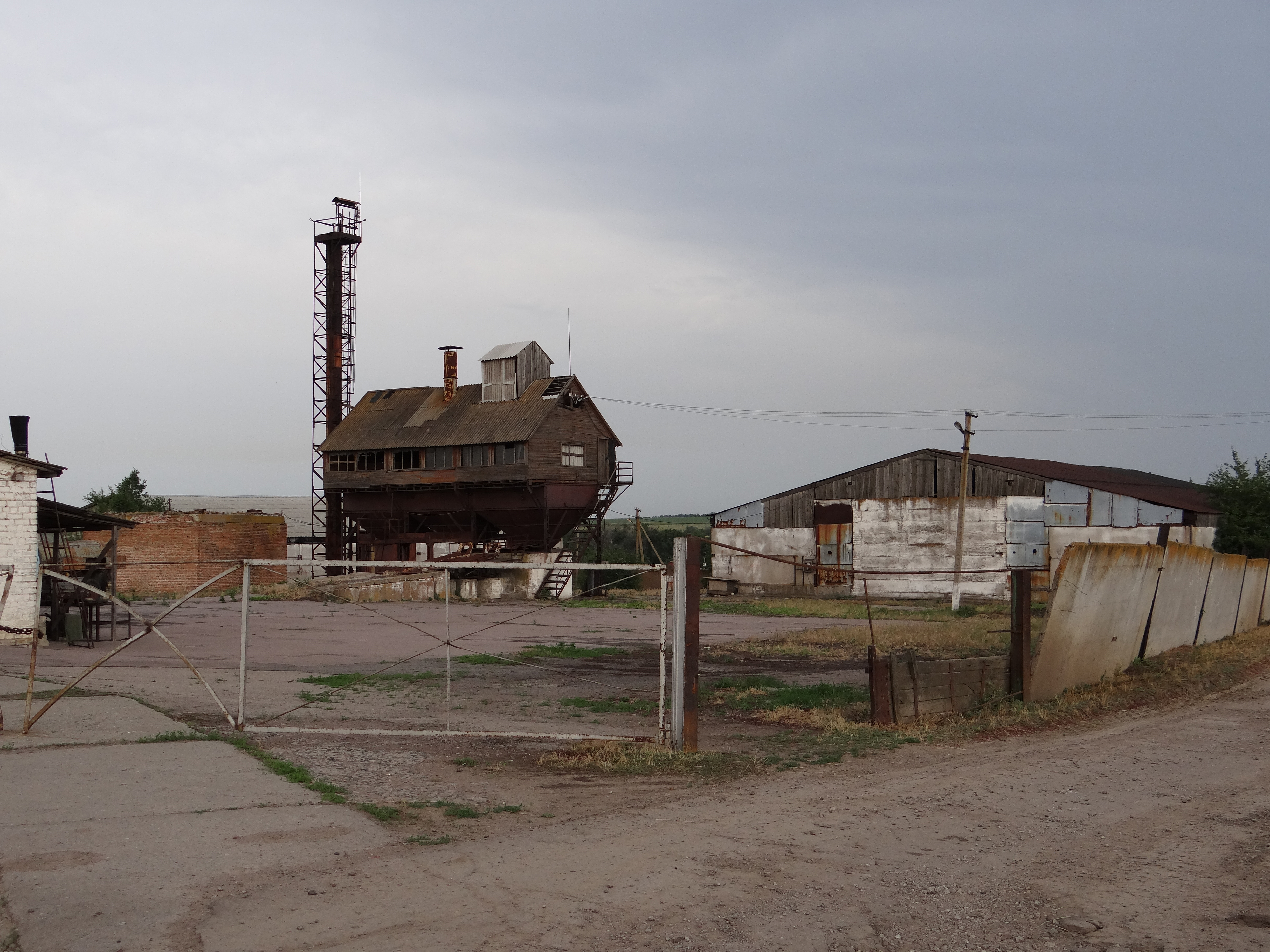
Колишній тік
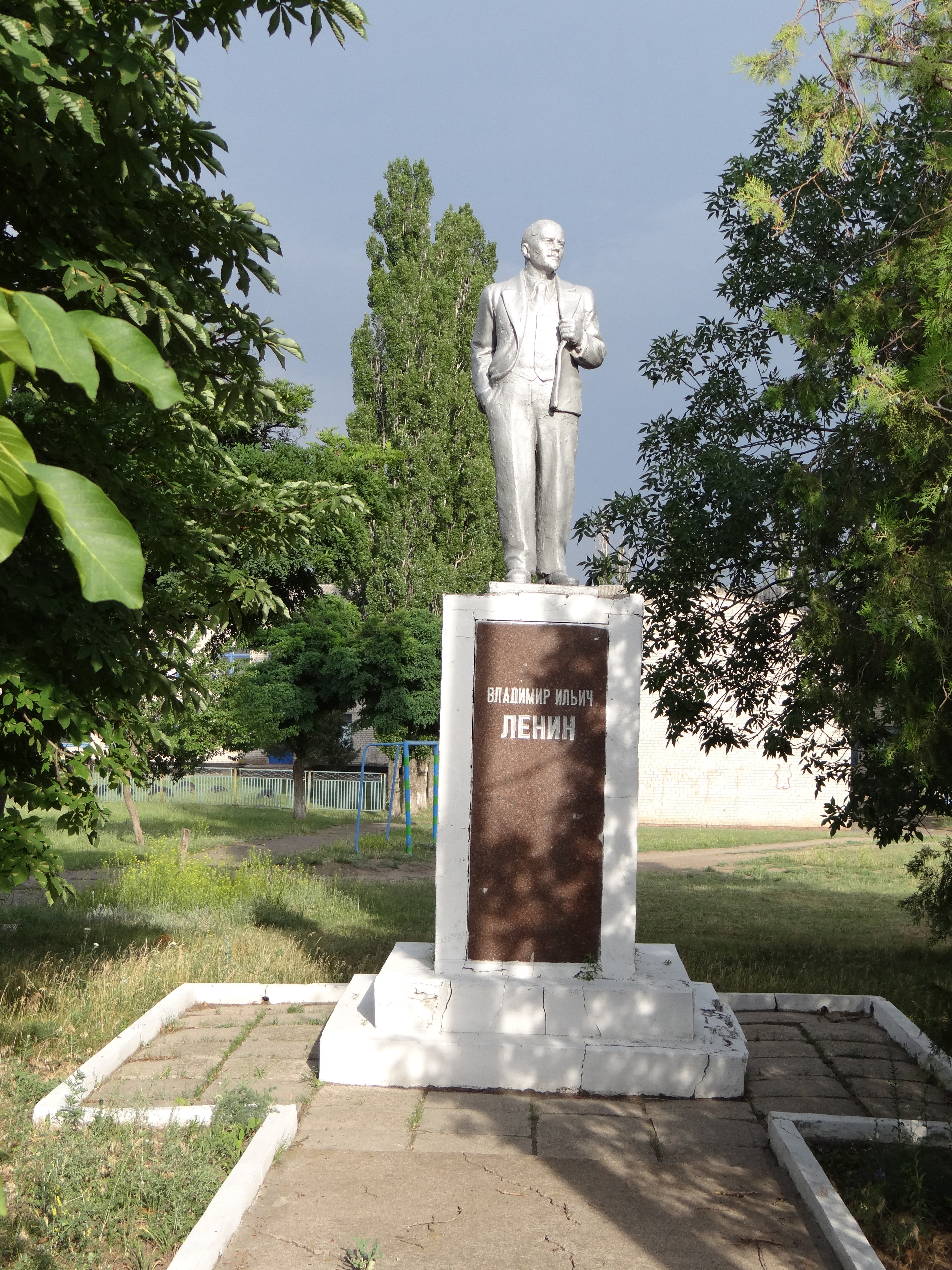
Пам'ятник вождю (демонтовано)

## Клімат
| Клімат Червоний Тік     | Клімат Червоний Тік | Клімат Червоний Тік | Клімат Червоний Тік | Клімат Червоний Тік | Клімат Червоний Тік | Клімат Червоний Тік | Клімат Червоний Тік | Клімат Червоний Тік | Клімат Червоний Тік | Клімат Червоний Тік | Клімат Червоний Тік | Клімат Червоний Тік | Клімат Червоний Тік |
| Показник                | Січ.                | Лют.                | Бер.                | Квіт.               | Трав.               | Черв.               | Лип.                | Серп.               | Вер.                | Жовт.               | Лист.               | Груд.               | Рік                 |
| Середній максимум, °C   | −0,9                | 0,0                 | 4,6                 | 14,2                | 21,5                | 25,9                | 28,3                | 27,6                | 21,9                | 14,3                | 6,5                 | 1,9                 | 13,8                |
| Середня температура, °C | −4                  | −3,2                | 0,9                 | 9,2                 | 16,0                | 20,2                | 22,4                | 21,5                | 16,0                | 9,5                 | 3,3                 | −0,8                | 9,3                 |
| Середній мінімум, °C    | −7,1                | −6,4                | −2,7                | 4,3                 | 10,5                | 14,5                | 16,5                | 15,5                | 10,2                | 4,7                 | 0,1                 | −3,4                | 4,7                 |
| Норма опадів, мм        | 35                  | 32                  | 27                  | 33                  | 44                  | 54                  | 55                  | 40                  | 35                  | 27                  | 36                  | 41                  | 459                 |
| ----------------------- | ------------------- | ------------------- | ------------------- | ------------------- | ------------------- | ------------------- | ------------------- | ------------------- | ------------------- | ------------------- | ------------------- | ------------------- | ------------------- |
| Джерело:                |                     |                     |                     |                     |                     |                     |                     |                     |                     |                     |                     |                     |                     |